# قائمة الحوادث والوقائع التي تتعلق بطائرات الركاب حسب الموقع
تُلخص هذه القائمة حوادث الطائرات حسب الموقع مُصنّفة حسب الولاية وشركة الطيران ورقم الرحلة والتاريخ والسبب. كما أنها مُجمّعة.
- حسب السنة كقائمة الحوادث والوقائع التي تنطوي على طائرات تجارية.
- عن طريق شركة الطيران.
- حسب الفئة.

إذا تحطمت الطائرة على اليابسة فستدرج ضمن قارة ودولة. أما إذا تحطمت على مسطح مائي فستدرج ضمن ذلك المسطح (إلا إذا كان المسطح المائي جزءًا من منطقة دولة). وكانت الحوادث والوقائع المكتوبة بالخط العريض هي الأكثر فتكًا في تلك الدولة.

## أفريقيا
| الجزائر | أنغولا       | بنين            | بوتسوانا   | الكاميرون        |  |  |
| تشاد    | جزر القمر    | جمهورية الكونغو | مصر        | غينيا الاستوائية |  |  |
| أثيوبيا | غانا         | غينيا           | ساحل العاج | كينيا            |  |  |
| ليبيريا | ليبيا        | مالي            | موريتانيا  | موريشيوس         |  |  |
| المغرب  | ناميبيا      | النيجر          | نيجيريا    | رواندا           |  |  |
| الصومال | جنوب أفريقيا | جنوب السودان    | السودان    | توغو             |  |  |
| تونس    | زيمبابوي     |                 |            |                  |  |  |

### الجزائر
- انفجرت طائرة الخطوط الجوية الفرنسية الرحلة 406 وتحطمت إلى قطع عندما هربت قنبلة داخل حمولتها في 10 مايو 1961 مما أسفر عن مقتل 78 شخصًا كانوا على متنها.
- اختطاف طائرة الخطوط الجوية عبر العالم الرحلة 847 وهي طائرة بوينج 727-231 بعد وقت قصير من إقلاعها في 14 يونيو 1985. وقُتل شخص واحد.
- اختطاف طائرة الخطوط الجوية الفرنسية الرحلة رقم 8969 أثناء وجودها في مطار الجزائر العاصمة ووجهت إلى فرنسا في 24 ديسمبر 1994.
- في 6 مارس 2003 انفجر المحرك الأيسر لطائرة بوينج 737-200 التابعة للخطوط الجوية الجزائرية الرحلة 6289 بعد 5 ثوانٍ من الإقلاع. وأدى فقدان السيطرة لاحقًا إلى مقتل جميع الأشخاص البالغ عددهم 103 أشخاص باستثناء شخص واحد.
- في حادثة تحطم طائرة إليوشن إيل-76 تابعة للقوات الجوية الجزائرية عام 2018 تحطمت طائرة إليوشن إيل-76 بعد إقلاعها بقليل من بوفاريك. قُتل جميع من كانوا على متنها وعددهم 257 شخصًا.

### أنغولا
- في 25 مايو 2003، سُرقت طائرة بوينج 727 مستأجرة لشركة الخطوط الجوية الأنجولية TAAG من مطار كواترو دي فيفيريرو في لواندا. اختفت الطائرة بعد إقلاعها ولم يُسمع عن أحد الميكانيكيين الذين أكد وجودهم على متن الطائرة منذ ذلك الحين.
- تحطمت طائرة لوكهيد L-188 تابعة لشركة ترانس سيرفيس إيرليفت في 18 ديسمبر 1995 بعد إقلاعها بقليل من مطار جامبا مما أسفر عن مقتل 141 راكبًا وطاقمًا. كانت الطائرة محملة بـ 40 شخصًا على نحو يفوق المواصفات. نجا أحد أفراد الطاقم وراكبان.
- في 8 نوفمبر 1983 اصطدم الجناح الأيسر لطائرة الخطوط الجوية الأنجولية الرحلة 462 بالأرض بعد عطل ميكانيكي واضح وتحطمت وانفجرت مما أسفر عن مقتل جميع الأشخاص البالغ عددهم 130 شخصًا.

### بنين
- تحطمت طائرة الخطوط الجوية المتحدة الرحلة رقم 141 في 25 ديسمبر 2003 بعد أن تسبب التحميل الزائد في إقلاعها ببطء شديد، إذ لم تكن الطائرة في الجو عند نهاية المدرج واصطدمت بهيكل المطار. انزلقت الطائرة وهي من طراز بوينغ 727 وانشطرت إلى ثلاثة أجزاء سقطت جميعها في المحيط الأطلسي. نجا 22 شخصًا من أصل 150 راكبًا و10 من أفراد الطاقم.

### بوتسوانا
- في 4 أبريل 1974، تحطمت طائرة دوغلاس دي سي 4 أثناء القيام بهبوط اضطراري بسبب عطل في المحرك مما أسفر عن مقتل 78 من أصل 84 راكبًا وطاقمًا.
- حادثة طيران بوتسوانا عام 1999: في 11 أكتوبر/تشرين الأول 1999 اختطف كريس باتسوي الطيار السابق في طيران بوتسوانا طائرةً واصطدم بها بأخرى. وكان هو الشخص الوحيد الذي لقي حتفه.

### الكاميرون
- تحطمت طائرة كاليدونيان إيروايز الرحلة رقم 153 في مستنقع بعد إقلاعها بقليل من مطار دوالا الدولي في 4 مارس/آذار 1962 مما أسفر عن مقتل جميع ركابها البالغ عددهم 111 شخصًا. ولم يُحدد سبب الحادث بعد.
- رحلة الخطوط الجوية الكاميرونية رقم 786: كانت طائرة بوينغ 737-2H7C تستعد للإقلاع من مطار دوالا الدولي عندما تعطل المحرك التوربيني رقم 2 مما أدى إلى اندلاع حريق. تمكن جميع الركاب وأفراد الطاقم وعددهم 116 راكبًا من إخلاء الطائرة المشتعلة لكن راكبين لقيا حتفهما بسبب حريق خارج الطائرة.
- رحلة الخطوط الجوية الكاميرونية رقم 3701: عند اقترابها من مطار دوالا الدولي هوت طائرة بوينغ 737-200 بمقدمتها وسقطت في مستنقع مما أسفر عن مقتل 71 شخصًا وإصابة خمسة آخرين. ويُشتبه في أن عدم تناسق قوة دفع المحرك وفقدان السيطرة عليه لاحقًا هو سبب الحادث.
- رحلة الخطوط الجوية الكينية رقم 507: في ليلة 5 مايو/أيار 2007، وبعد إقلاعها بقليل من مطار دوالا الدولي، انحرفت طائرة بوينغ 737-800 فجأةً إلى اليمين، وهبطت بمقدمتها، ثم تحطمت في مستنقع مما أسفر عن مقتل جميع ركابها البالغ عددهم 114 شخصًا. وقع الحادث نتيجة خطأ من الطيار. وحدد التحقيق أن ضعف التنسيق بين أفراد الطاقم، والارتباك المكاني، والارتباك في استخدام الطيار الآلي عوامل ساهمت في أخطر حادث تحطم طائرة في الكاميرون.

### تشاد
- اختطاف طائرة الرحلة 612 التابعة لشركة طيران ويست بعد وقت قصير من إقلاعها من الخرطوم بالسودان ووجهت إلى نجامينا بتشاد في 24 يناير 2007. لم تقع أي إصابات وسلم الخاطف نفسه عند وصوله إلى تشاد.

### جزر القمر
- اختُطفت طائرة الخطوط الجوية الإثيوبية الرحلة 961 في 23 نوفمبر/تشرين الثاني 1996 أثناء توجهها من أديس أبابا إلى نيروبي على يد ثلاثة إثيوبيين يسعون للجوء السياسي. وتحطمت الطائرة في المحيط الهندي قرب جزر القمر بعد نفاد وقودها، مما أسفر عن مقتل 125 من أصل 175 راكبًا وطاقمًا كانوا على متنها.
- رحلة اليمنية رقم 626: كانت طائرة إيرباص A310 تقترب من موروني عندما تعطلت. لم يتخذ طاقم الطائرة الإجراءات اللازمة لاستعادتها فتحطمت في المحيط الهندي قبالة الساحل الشمالي لجزر القمر في 30 يونيو/حزيران 2009. من بين 153 شخصًا كانوا على متنها لقي 152 شخصًا حتفهم. بينما عُثر على راكب يبلغ من العمر 12 عامًا على قيد الحياة.

### مصر
- في حادثة تحطم طائرة إليوشن 18 في أسوان عام 1969انحرفت الطائرة إلى اليمين واصطدمت بالمدرج واشتعلت فيها النيران أثناء محاولتها الهبوط في مطار أسوان الدولي في أسوان. قُتل 100 شخص من أصل 105 كانوا على متنها.

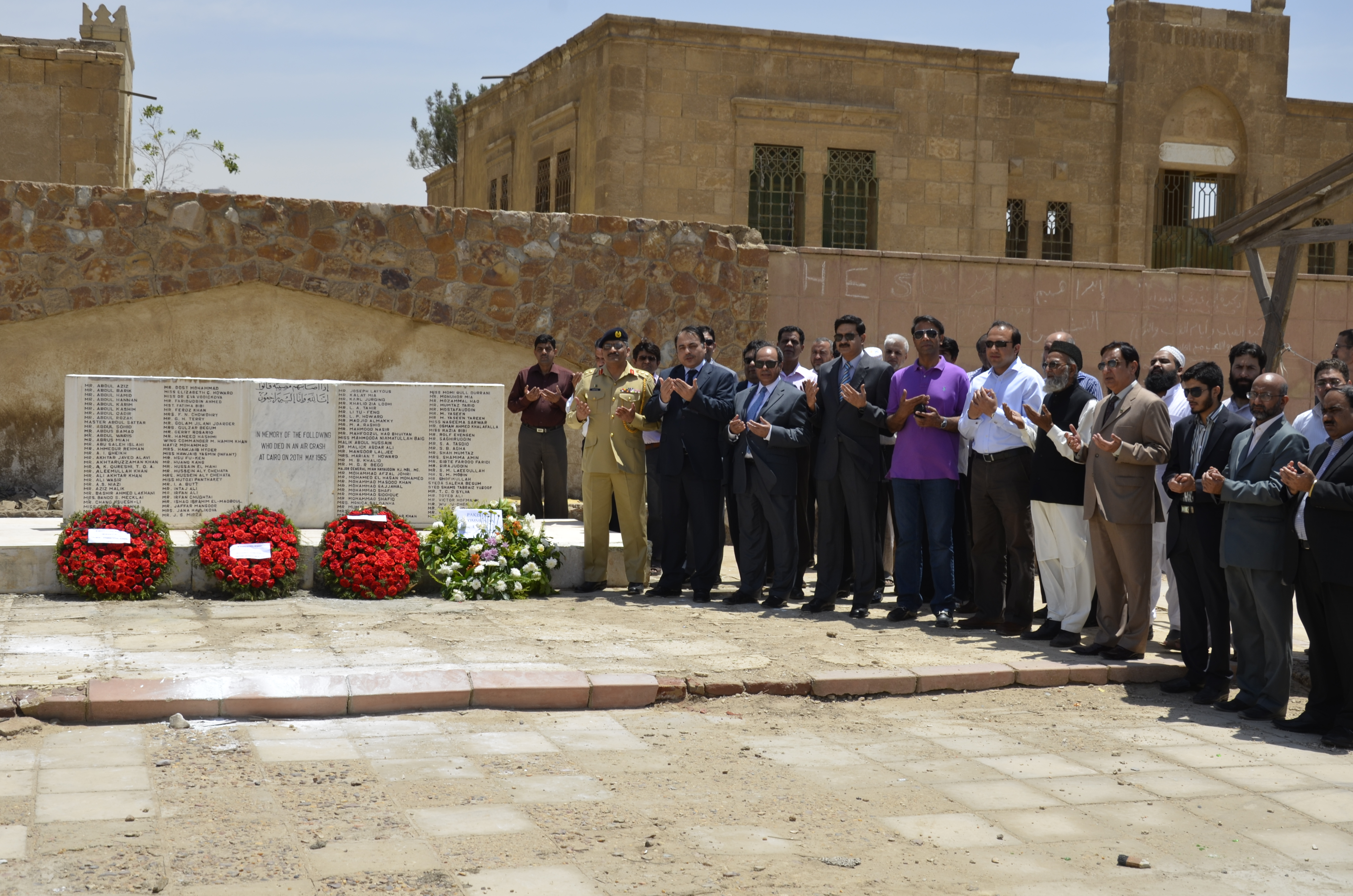
أعضاء سفارة باكستان والجالية الباكستانية في مصر يحيون ذكرى ضحايا تحطم طائرة الخطوط الجوية الباكستانية الرحلة 705

- تحطمت طائرة الخطوط الجوية العربية المتحدة الرحلة 749 أثناء هبوطها على ارتفاع منخفض للغاية عند الاقتراب من مطار القاهرة حوالي الساعة 5:00 مساءً. كم من المطار أثناء عاصفة رعدية في 18 مارس 1966. ولقي جميع الأشخاص البالغ عددهم 30 شخصًا حتفهم في الحادث.
- اختُطفت طائرة بان آم الرحلة 93 ضمن عمليات اختطاف مطار داوسون في 6 سبتمبر/أيلول 1970 وطارت إلى بيروت ثم إلى القاهرة. فجّر الخاطفون الطائرة بعد ثوانٍ من إنزال الركاب.
- سقطت طائرة فلاش إيرلاينز الرحلة رقم 604 في البحر الأحمر بعد إقلاعها بقليل من مطار شرم الشيخ الدولي في 3 يناير/كانون الثاني 2004. ولقي جميع ركابها وعددهم 148 شخصًا حتفهم. وتُثير نتائج تحقيقات الحادث جدلًا واسعًا إذ اختلف محققو الحوادث من مختلف الدول المعنية حول سبب الحادث.
- في 21 فبراير/شباط 1973 أسقطت مقاتلات إسرائيلية طائرة الخطوط الجوية العربية الليبية الرحلة 114 بعد دخولها المجال الجوي الإسرائيلي وتجاهل طياريها تعليمات الطيارين المقاتلين. وبلغ عدد القتلى 108 من ركابها وكان من بين الناجين الخمسة مساعد الطيار.
- تحطمت طائرة الرحلة 823 التابعة لشركة الخطوط الجوية الملكية الهولندية واشتعلت فيها النيران أثناء اقترابها من مطار القاهرة الدولي مما أسفر عن مقتل 20 شخصًا.

- تحطمت طائرة الخطوط الجوية الباكستانية الدولية الرحلة 705 أثناء محاولتها الهبوط في مطار القاهرة الدولي في 20 مايو/أيار 1965 عندما هبط الطيار بسرعة كبيرة. نجا ستة ركاب بينما توفي 121 شخصًا كانوا على متنها.
- تحطمت طائرة الرحلة رقم 903 التابعة لشركة الخطوط الجوية عبر العالم أثناء هبوط اضطراري في الصحراء بالقرب من القاهرة بعد اشتعال النيران في أحد محركاتها وانفصالها عن الطائرة في منتصف الرحلة في الأول من سبتمبر عام 1950. وقُتل جميع من كانوا على متنها وعددهم 55 شخصًا.

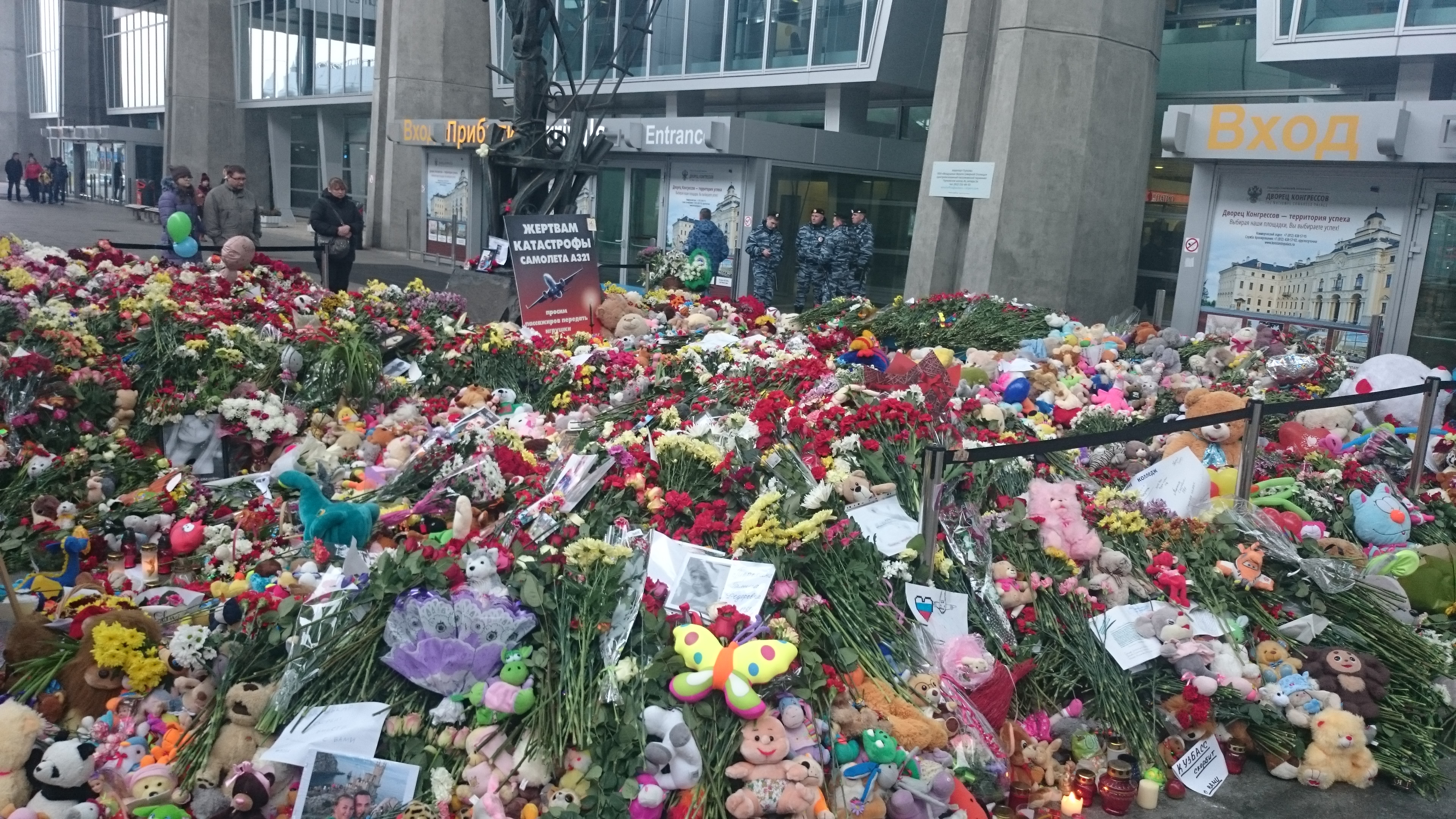
نصب تذكاري مؤقت للركاب وطاقم الطائرة على متن رحلة متروجيت رقم 9268

- تحطمت طائرة متروجيت الرحلة 9268 بقنبلة أثناء تحليقها فوق شبه جزيرة سيناء مما أسفر عن مقتل جميع ركابها البالغ عددهم 224 شخصًا. اتهمت روسيا والغرب تنظيم داعش بإسقاط الطائرة بينما نفت مصر هذه المزاعم.

### ليبيا
- كانت رحلة الخطوط الجوية الأفريقية الوسطى رقم 890 وهي طائرة من طراز فيكرز فيكونت تقل 54 شخصًا عندما تحطمت على أرض مرتفعة قرب مطار بنينا الدولي في 9 أغسطس/آب 1958 مما أسفر عن مقتل 36 شخصًا. في ذلك الوقت كان هذا الحادث أخطر حادث تحطم طائرة في ليبيا. وأُلقي باللوم على إرهاق الطيار ووعكته الصحية.
- كانت طائرة الخطوط الجوية الأفريقية الرحلة 771 وهي من طراز إيرباص A330 تقترب من مطار طرابلس الدولي في 12 مايو/أيار 2010 عندما تحطمت على الأرض بمقدمتها فانزلقت وتفككت وانفجرت. من بين 104 أشخاص كانوا على متنها نجا طفل هولندي يبلغ من العمر تسع سنوات يُدعى روبن فان أسو.
- تحطمت طائرة الخطوط الجوية الكورية الرحلة 803 على بستان أثناء اقترابها من مطار طرابلس الدولي في 27 يوليو/تموز 1989 وسط ضباب كثيف وانخفاض في الرؤية مما أسفر عن مقتل 79 شخصًا. وكان السبب خطأ من الطيار.
- كانت طائرة الخطوط الجوية العربية الليبية، الرحلة 1103 تقترب من مطار طرابلس في 22 ديسمبر/كانون الأول 1992 عندما اصطدمت بطائرة مقاتلة مما أسفر عن مقتل جميع ركابها البالغ عددهم 157 شخصًا بينما نجا طيارا الطائرة المقاتلة بالقفز من الطائرة. إلا أن البعض شكك في هذا الاستنتاج زاعمين أن معمر القذافي أمر بتدمير الطائرة.

### موريتانيا
- كانت طائرة الخطوط الجوية الموريتانية الرحلة رقم 625 وهي من طراز فوكر إف-28 تقل 93 شخصًا عندما اصطدمت بعاصفة رملية حدّت من رؤية الطيار. اصطدمت الطائرة بالأرض وأودت بحياة 80 شخصًا في أسوأ حادث تحطم لطائرة فوكر 28 والأكثر دموية في موريتانيا.

### المغرب
- رحلة الخطوط الجوية الفرنسية 2005: في 12 سبتمبر 1961 كانت طائرة كارافيل تابعة لشركة سود للطيران تقترب من الرباط عندما تحطمت على الأرض مما أسفر عن مقتل جميع الأشخاص البالغ عددهم 77 شخصًا.
- في حادثة تحطم طائرة بوينغ 707 تابعة للخطوط الملكية المغربية في أكادير عام 1975 في 3 أغسطس/آب 1975 اصطدمت طائرة بوينغ 707-321C بجبل وانفجرت، مما أسفر عن مقتل جميع ركابها البالغ عددهم 188 شخصًا في أخطر كارثة جوية شهدتها المغرب. دُمرت الطائرة بالكامل.
- في 21 أغسطس 1994 كانت طائرة الخطوط الجوية الملكية المغربية الرحلة 630 وهي من طراز ATR 42-31 تحمل 44 شخصًا أثناء توجهها إلى مطار محمد الخامس عندما حطمها الطيار عمدًا مما أسفر عن مقتل جميع من كانوا على متنها.

### رواندا
- تحطمت طائرة الخطوط الجوية الرواندية الرحلة 205 في مبنى بعد أن تعطلت دواسة الوقود أثناء هبوطها في كيغالي في 12 نوفمبر 2009 مما أدى إلى مقتل أحد الركاب.

### الصومال
- بعد دقائق قليلة من إقلاعها من مقديشو، دخلت رحلة الخطوط الجوية الصومالية رقم 40 في اضطراب جوي عنيف. اهتزت الطائرة بشدة وسقطت بأسلوب حلزوني وفقدت السيطرة بعد انفصال جناحها الأيمن. ثم تحطمت قرب بلعد مما أسفر عن مقتل جميع من كانوا على متنها وعددهم 50 شخصًا.
- كانت طائرة دالو إيرلاينز الرحلة رقم 159 وهي من طراز إيرباص A321 في طريقها إلى جيبوتي عندما انفجر جزء من مقصورتها بعد إقلاعها بقليل من مطار عدن الدولي في مقديشو. وأُبلغ عن إصابتين. وسحب أحد الركاب من الطائرة وعُثر على جثته قرب بلعد.
- 4 مايو 2020 - تحطمت طائرة إمبراير إي إم بي-120 برازيليا التي تديرها شركة إيست أفريكان إكسبريس للطيران مما أسفر عن مقتل جميع الأشخاص الستة الذين كانوا على متنها ويقال إن ذلك بسبب إسقاطها.

### جنوب أفريقيا
- في 13 مارس 1967 تحطمت طائرة الخطوط الجوية الجنوب أفريقية رقم 406 في كيب الشرقية بعد أن أصيب الطيار بنوبة قلبية قاتلة أثناء اقترابها من شرق لندن جنوب أفريقيا. ولقي جميع من كانوا على متنها وعددهم 25 شخصًا حتفهم.

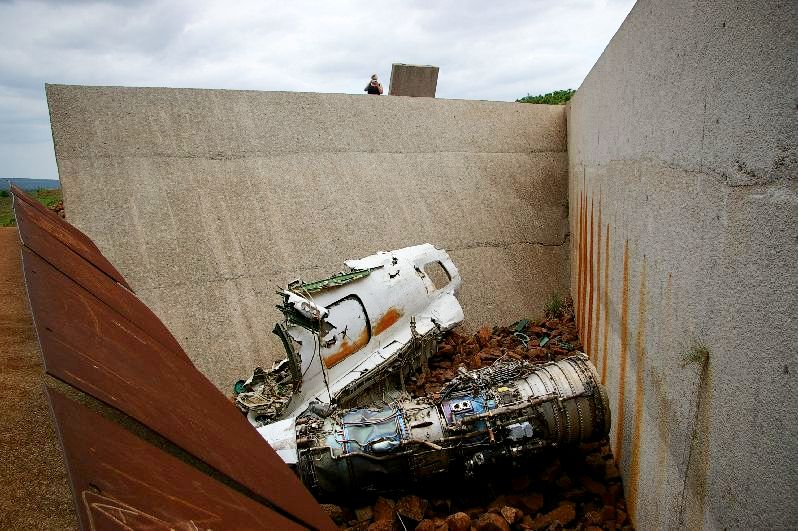
حطام الطائرة التي تحطمت وأودت بحياة الرئيس سامورا ماشيل

### جنوب السودان
- إسقاط طائرة فوكر إف-27 تابعة للخطوط الجوية السودانية عام 1986: في 16 أغسطس/آب 1986 أسقط جيش تحرير الشعب السوداني طائرة فوكر إف-27 فريندشيب 400M. تفككت الطائرة وتحطمت بالقرب من مالاكاي مما أسفر عن مقتل جميع من كانوا على متنها.

### السودان
- تحطمت طائرة الخطوط الجوية السودانية رقم 109 وتحطمت واشتعلت فيها النيران عند هبوطها في الخرطوم في 10 يونيو 2008. أُرسلت الطائرة مع تعطيل نظام الدفع العكسي لمحركها الأيسر. تسبب هذا الوضع في انحرافها إلى اليمين عندما فعّل القبطان نظام الدفع العكسي في كلا المحركين لإيقاف الطائرة على بُعد 2080 مترًا (6820 قدمًا). قدم) من المدرج المتبقي. أكد وفاة ثلاثين شخصًا.
- تحطمت طائرة الخطوط الجوية السودانية الرحلة رقم 139 في بورتسودان في 8 يوليو 2003 مما أسفر عن مقتل 116 من أصل 117 كانوا على متنها. لم يتمكن طاقم الطائرة من رؤية المدرج بسبب ضعف الرؤية وتحطمت الطائرة في أثناء محاولتها الهبوط بوجه خاطئ. نجا طفل صغير فقط.

### توغو
- في حادثة تحطم طائرة توغو عام 1974 تحطمت طائرة دي سي-3 كانت تقلّ عددًا من السياسيين التوغوليين قرب ساراكاوا. وكان الرئيس غناسينغبي إياديما الناجي الوحيد.

### تونس
- رحلة مصر للطيران رقم 843: في 7 مايو 2002 كانت طائرة بوينج 737 تقل 62 شخصًا تقترب من العاصمة التونسية تونس عندما تحطمت على تلة قريبة. تحطمت الطائرة مما أسفر عن مقتل 14 شخصًا.

### زيمبابوي
- أُسقطت طائرة الخطوط الجوية الروديسية الرحلة 825 بصاروخ من قِبل جيش زيمبابوي الثوري الشعبي. نجا 18 شخصًا في البداية من الحادث لكن مقاتلي جيش زيمبابوي الثوري ارتكبوا مجزرة راح ضحيتها 10 أشخاص.
- إسقاط طائرة الرحلة 827 التابعة لشركة طيران روديسيا أيضًا على يد مقاتلي ZIPRA مما أدى إلى مقتل جميع الركاب وأفراد الطاقم البالغ عددهم 59 شخصًا الذين كانوا على متنها.

## القارة القطبية الجنوبية
- تحطمت طائرة الخطوط الجوية النيوزيلندية الرحلة 901 على جانب جبل إريبس في أنتاركتيكا في 28 نوفمبر/تشرين الثاني 1979 لأسباب متعددة منها خطأ الطيار وخطأ طاقم الصيانة وظروف التعتيم. ولقي جميع ركابها وعددهم 257 شخصًا حتفهم.

## آسيا
| محتويات                  | محتويات    | محتويات        | محتويات    | محتويات                  |
| ------------------------ | ---------- | -------------- | ---------- | ------------------------ |
| أفغانستان                | أرمينيا    | أذربيجان       | البحرين    | بنغلاديش                 |
| كمبوديا                  | الصين      | جورجيا         | هونغ كونغ  | الهند                    |
| أندونيسيا                | إيران      | العراق         | اليابان    | الأردن                   |
| كازاخستان                | قيرغيزستان | لاوس           | لبنان      | ماليزيا                  |
| ميانمار                  | نيبال      | باكستان        | فيلبيني    | قطر                      |
| المملكة العربية السعودية | سنغافورة   | كوريا الجنوبية | سريلانكا   | سوريا                    |
| تايوان                   | طاجيكستان  | تايلاند        | تركمانستان | الإمارات العربية المتحدة |
| أوزبكستان                | فيتنام     | اليمن          | عُمان       |                          |

### أفغانستان
- في 4 سبتمبر 1985 أسقطت طائرة أنتونوف 26 تابعة لشركة الخطوط الجوية الأفغانية بختار بصاروخ أرض-جو مما أدى إلى مقتل جميع من كانوا على متنها وعددهم 52 شخصًا.

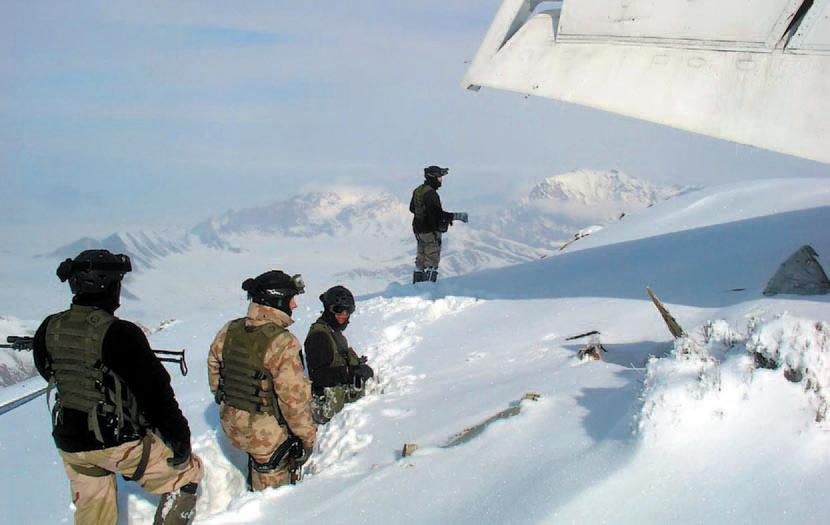
رجال الإنقاذ في موقع تحطم طائرة كام إير الرحلة رقم 904. ذيل الطائرة على اليمين.

### أرمينيا
- في 18 يوليو 1981 اصطدمت طائرة نقل جوي من طراز كانادير CL-44 تابعة لشركة ريوبلاتنس الجوية بطائرة سوخوي سو-15 تابعة لقوات الدفاع الجوي السوفيتية في الجو. لقي جميع من كانوا على متن الطائرة -الأربعة- حتفهم بينما نجا الطيار المقاتل.
- تحطمت طائرة بيلافيا الرحلة رقم 1834 في أثناء إقلاعها من مطار زفارتنوتس الدولي في يريفان في 14 فبراير 2008 بعد تعرضها لعطل ميكانيكي ناجم عن الجليد. لم تقع أي إصابات.

### لبنان
- رحلة رقم 202 لشركة الخطوط الجوية الأفغانية أريانا: في 21 نوفمبر 1959 تحطمت طائرة دوغلاس دي سي-4 تحمل 27 شخصًا على جانب تل في عرمون بالقرب من بيروت بعد وقت قصير من إقلاعها. توفي 24 من أصل 27 شخصًا كانوا على متنها.
- تحطمت طائرة الخطوط الجوية الإثيوبية الرحلة 409 بعد إقلاعها من بيروت مما أسفر عن مقتل جميع من كانوا على متنها وعددهم 90 شخصًا.

### سنغافورة
- تحطم طائرة لوكهيد كونستليشن التابعة لشركة الخطوط الجوية البريطانية عام 1954 - كانت طائرة لوكهيد كونستليشن تهبط في مطار كالانج في سنغافورة عندما اصطدمت بجدار بحري واشتعلت فيها النيران في أخطر حادث طيران في سنغافورة.
- طائرة الخطوط الجوية السنغافورية الرحلة 117 - اختطفت في أثناء طريقها من كوالالمبور إلى سنغافورة.
- رحلة كانتاس رقم 32 - طائرة إيرباص A380 متجهة من لندن إلى سيدني بعد توقفها للتزود بالوقود في سنغافورة تعرضت لعطل كارثي في محركها فوق إندونيسيا. انفجر المحرك وتناثرت أجزاؤه فوق جزيرة باتام الإندونيسية. اضطرت رحلة كانتاس رقم 32 للهبوط اضطراريًا في مطار شانغي بسنغافورة. نجا جميع من كانوا على متنها.
- رحلة الخطوط الجوية السنغافورية رقم 368 - رحلة دولية من مطار شانغي بسنغافورة إلى مطار مالبينسا بميلانو عادت أدراجها بعد تحذير من وجود مشكلة في زيت المحرك. اشتعلت النيران في الجناح الأيمن بعد الهبوط. لم تُبلغ عن أي إصابات.

### تايوان
- رحلة الخطوط الجوية السنغافورية رقم 006 - طائرة بوينغ 747 التابعة للخطوط الجوية السنغافورية على وشك الإقلاع عندما اصطدمت بسيارة صيانة أرضية في مطار شيانغ كاي شيك الدولي بالقرب من تايبيه تايوان. لقي 83 شخصًا حتفهم نتيجةً لذلك. كانت الطائرة تقلع من المدرج الخطأ الذي كان مغلقًا للصيانة.

### تايلاند
- رحلة الخطوط الجوية بانكوك رقم 266 - في 4 أغسطس 2009 تجاوزت طائرة ATR 72 المدرج أثناء هبوطها واصطدمت ببرج مراقبة مهجور في مطار كوه ساموي. وكان قائد الطائرة هو الشخص الوحيد الذي لقي حتفه في الحادث.
- رحلة مصر للطيران رقم 864 - 25 ديسمبر 1976 - كانت الرحلة رقم 864 في طريقها الأخير إلى مطار دون موينج الدولي في بانكوك عندما انقلبت وتحطمت في مجمع صناعي في بانكوك مما أسفر عن مقتل جميع من كانوا على متنها، وعددهم 52 شخصًا. كما قُتل 19 شخصًا على الأرض. وخلص المحققون إلى أن السبب هو خطأ الطيار.
- رحلة لاودا الجوية رقم 004 - في 26 مايو 1991 كانت الرحلة رقم 004 تُحلّق فوق منتزه فو توي الوطني عندما انحرفت أثناء تحليقها فوق الغابة بالقرب من سوفان بوري وبان نونغ رونغ مما أسفر عن مقتل جميع من كانوا على متنها في أسوأ كارثة طيران في تايلاند. كان السبب عطلًا غير مقصود في نظام الدفع العكسي للمحرك رقم 1. اشتهرت الرحلة رقم 004 بمساهمة نيكي لاودا في التحقيق.
- رحلة رقم 269 لشركة طيران وان-تو-جو - 16 سبتمبر 2007 - حاولت طائرة ماكدونيل دوغلاس إم دي-82 الهبوط في مطار بوكيت الدولي وسط رياح قصية قوية. فشلت الطائرة في الهبوط وارتفعت بوجه حاد فوق المدرج وتعطلت وتحطمت واشتعلت فيها النيران مما أسفر عن مقتل 90 شخصًا. وأُلقي باللوم على خطأ الطيار.
- رحلة الخطوط الجوية التايلاندية رقم 231 - 27 أبريل 1980 - كانت الرحلة رقم 231 تقترب من بانكوك عندما دخلت في عاصفة رعدية. ضرب تيار هوائي هبوطي الطائرة مما تسبب في توقفها. اصطدمت بالأرض مما أسفر عن مقتل 44 شخصًا من أصل 53 كانوا على متنها.
- تحطمت طائرة الخطوط الجوية التايلاندية الرحلة رقم 365 - 31 أغسطس 1987 - قبالة جزيرة بوكيت بسبب خطأ الطيار مما أسفر عن مقتل جميع من كانوا على متنها وعددهم 83 شخصًا.
- طائرة الخطوط الجوية التايلاندية الدولية الرحلة 114 - 3 مارس 2001 - انفجرت أثناء توقفها في مطار دون موينج مما أسفر عن مقتل مضيفة طيران واحدة من أصل ثمانية كانوا على متنها، وطرحت فرضية محاولة اغتيال حيث عثر على آثار متفجرات في حطام الطائرة.
- رحلة الخطوط الجوية التايلاندية الدولية رقم 261 - 11 ديسمبر 1998 - قام طاقم الطائرة بمحاولة ثالثة لهبوط الطائرة بعد المحاولة الثانية الفاشلة عندما تعطلت الطائرة بسبب زاوية هجوم عالية وتحطمت في حقل أرز أثناء اقترابها من مطار سورات ثاني وسط أمطار غزيرة وضعف الرؤية. قُتل 101 شخص بينما نجا 45 آخرون.
- تحطمت طائرة الخطوط الجوية الفيتنامية الرحلة 831 - 9 سبتمبر 1988 - في حقل أرز بالقرب من قرية سيمافاهكارم تامبون خو خوت. قُتل 76 شخصًا.

## أمريكا الوسطى
| أنتيغوا وباربودا    | برمودا    | بربادوس | كوستاريكا | كوبا    |  |  |
| جمهورية الدومينيكان | غواتيمالا | هايتي   | هندوراس   | جامايكا |  |  |
| بنما                | بورتوريكو |         |           |         |  |  |

### أنتيغوا وباربودا
- رحلة فلاي مونتسيرات رقم 107 - بعد إقلاعها بقليل من مطار في سي بيرد الدولي واجهت طائرة بريتن نورمان آيلاندر عطلًا في المحرك. يبدو أن الطيار فقد السيطرة على الطائرة فتحطمت على المدرج واشتعلت فيها النيران. قُتل ثلاثة من أصل أربعة ركاب بمن فيهم الطيار.

### جامايكا
- كانت طائرة بوينج 737-823 التابعة لشركة الخطوط الجوية الأمريكية الرحلة 331 تهبط في مطار نورمان مانلي الدولي في كينغستون عندما تجاوزت المدرج وحلقت على الشاطئ الصخري وانفصلت وتحطمت. أصيب 85 شخصًا ولم يُقتل أحد.
- كانت طائرة أفيانكا الرحلة رقم 671 وهي من طراز لوكهيد L-1049E سوبر كونستليشن تهبط في مطار سانجستر الدولي بمونتيغو باي. لامست الطائرة المدرج بقوة كافية لإرجاعها إلى الهواء. ثم لامست المدرج مرة أخرى وانزلقت. ثم اشتعلت فيها النيران. قُتل 37 شخصًا.

## أوروبا
| محتويات | محتويات          | محتويات            | محتويات  | محتويات         |
| ------- | ---------------- | ------------------ | -------- | --------------- |
| ألبانيا | النمسا           | بيلاروسيا          | بلجيكا   | بلغاريا         |
| كرواتيا | قبرص             | الجمهورية التشيكية | الدنمارك | فنلندا          |
| فرنسا   | ألمانيا          | اليونان            | أيرلندا  | إيطاليا         |
| كوسوفو  | لاتفيا           | لوكسمبورغ          | مالطا    | الجبل الأسود    |
| هولندا  | مقدونيا الشمالية | النرويج            | بولندا   | البرتغال        |
| رومانيا | روسيا            | سلوفاكيا           | سلوفينيا | إسبانيا         |
| السويد  | سويسرا           | تركيا              | أوكرانيا | المملكة المتحدة |
|         |                  |                    |          |                 |

### فرنسا

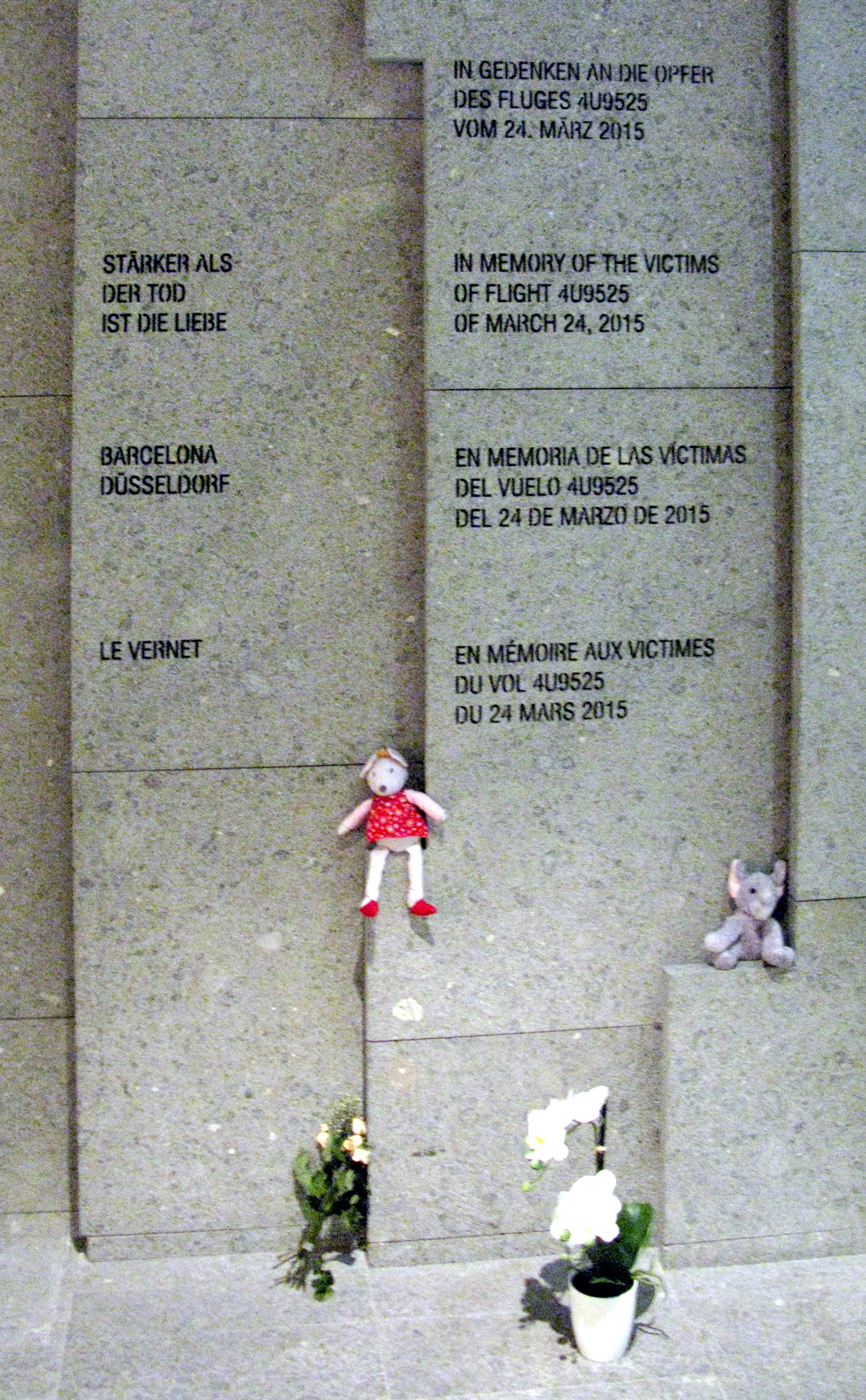
نصب تذكاري في مطار دوسلدورف لضحايا رحلة جيرمان وينجز رقم 9525

- 24 مارس 2015 - تحطمت طائرة جيرمان وينغز الرحلة 9525 بالقرب من ديني ليه باين في جبال الألب الفرنسية أثناء توجهها إلى مطار دوسلدورف بعد أن قام مساعد الطيار بإغلاق قمرة القيادة على الكابتن وتحطم الطائرة عمداً في جبال الألب مما أسفر عن مقتل جميع الأشخاص البالغ عددهم 150 شخصًا.

### إسبانيا

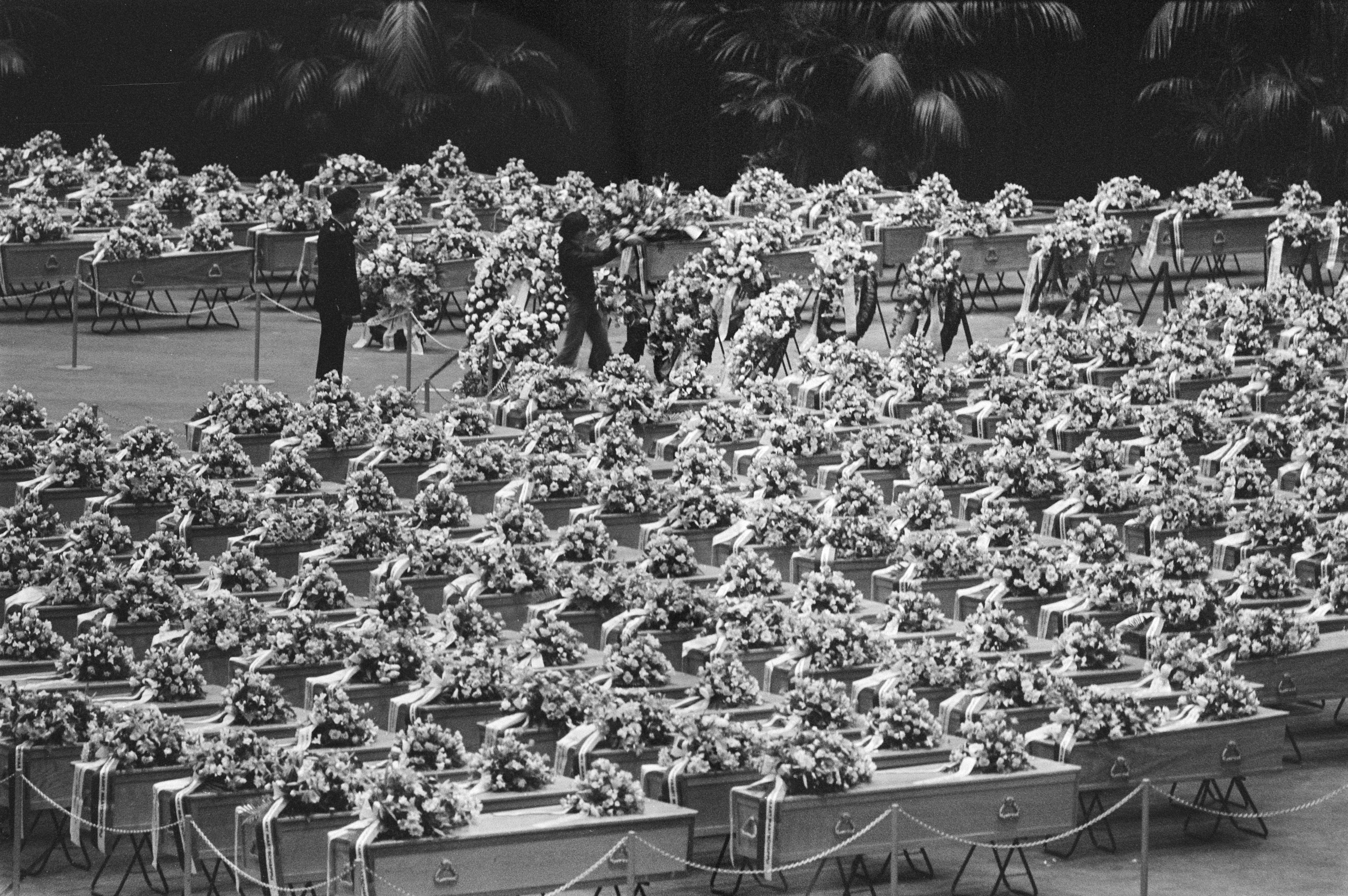
حفل تأبين لضحايا كارثة مطار تينيريفي أخطر حادث طيران في التاريخ

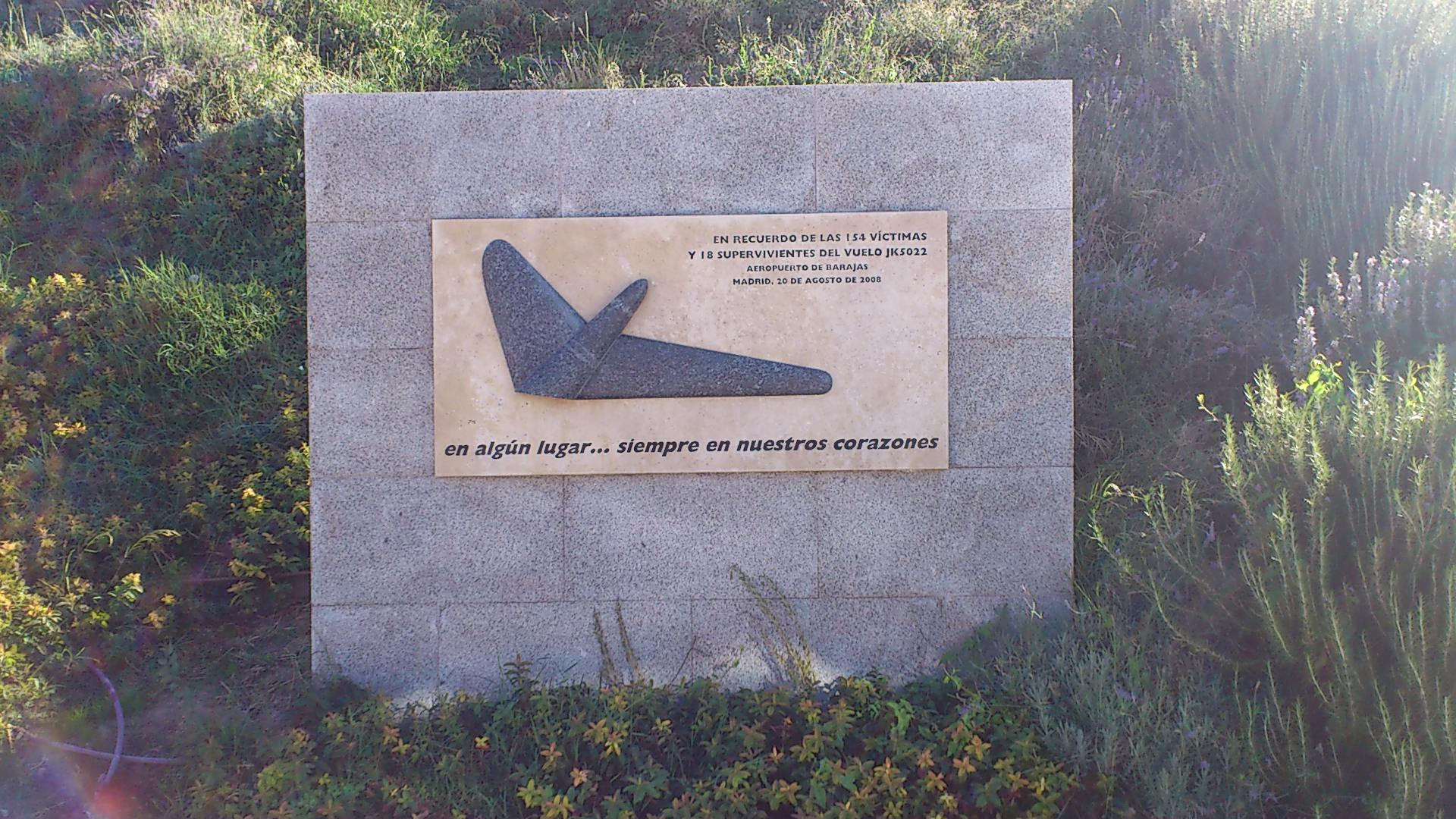
لوحة تذكارية لضحايا رحلة سباناير رقم 5022 البالغ عددهم 154 ضحية

### تركيا
- طائرة الخطوط الجوية الفرنسية الرحلة 152 وهي من طراز لوكهيد L-749A كونستليشن ، سقطت في البحر الأبيض المتوسط قبالة كيزيلادا فتحية في 3 أغسطس 1953. غرق أربعة أشخاص من طاقمها المكون من 8 أفراد و34 راكبًا.
- تحطمت طائرة كارافيل تابعة لشركة الخطوط الجوية الإسكندنافية الرحلة 871 على أرض مرتفعة أثناء اقترابها من الهبوط في مطار إيسنبوغا الدولي مما أسفر عن مقتل جميع الأشخاص البالغ عددهم 42 شخصًا.
- تحطمت طائرة الخطوط الجوية التركية الرحلة 452 وهي طائرة بوينج 727-2F2 على منحدر تل في كاراتيبي في إسبرطة في 19 سبتمبر 1976 مما أسفر عن مقتل 154 شخصًا.
- تحطمت طائرة الخطوط الجوية التركية الرحلة 158 وهي من طراز بوينج 737-4Q8 في أثناء اقترابها النهائي من الهبوط في مطار إيسنبوغا في أنقرة في 16 يناير 1983 مما أدى إلى مقتل 47 شخصًا.
- تحطمت طائرة كوندور للطيران الرحلة 3782 وهي طائرة بوينج 737-230 على تلة دومنتيبي أثناء اقترابها النهائي من مطار عدنان مندريس في 2 يناير 1988. قُتل جميع الأشخاص الستة عشر الذين كانوا على متنها.
- تحطمت طائرة الخطوط الجوية التركية الرحلة 278 وهي من طراز بوينج 737-4Y0 أثناء اقترابها النهائي من الهبوط في مطار فان فيريت ميلين وسط الثلوج المتراكمة في 29 ديسمبر 1994. مما أدى إلى 57 حالة وفاة.
- تحطمت طائرة الخطوط الجوية التركية الرحلة رقم 5904 وهي من طراز بوينج 737-4Q8 في جيهان بعد 8 دقائق من إقلاعها من مطار أضنة شاكر باشا في 7 أبريل 1999. مما أدى إلى 6 قتلى.
- تحطمت طائرة الخطوط الجوية التركية الرحلة 634 وهي من طراز أفرو RJ100 في محاولتها الأخيرة للهبوط في مطار ديار بكر في 8 يناير 2003. مما أدى إلى 75 حالة وفاة
- تحطمت طائرة أطلس جيت الرحلة 4203 وهي من طراز ماكدونيل دوغلاس MD-83 على تلة أثناء نزولها إلى مطار سليمان ديميريل في إسبرطة في 30 نوفمبر 2007. مما أدى إلى 57 حالة وفاة.

### المملكة المتحدة
- في 8 أبريل 1968 تعرضت طائرة بوينج 707 التابعة لشركة الخطوط الجوية البريطانية لرحلة رقم 712 لعطل في المحرك بعد إقلاعها من مطار هيثرو بلندن، وقامت الطائرة بهبوط اضطراري في هيثرو لكن خمسة من أصل 127 كانوا على متنها لقوا حتفهم في الحريق الناتج عن ذلك.
- تحطمت طائرة الخطوط الجوية الأفغانية الرحلة 701 طائرة بوينغ 727-113C التي تحمل علي متنها 54 راكبا و8 من أفراد الطاقم وكانت متجهة من كابل إلي لندن. على طريق فيرنهيل ببلدة فيرنهيل بالقرب من هورلي بإنجلترا. في 5 يناير 1969 تحطمت طائرة بوينج 727-113C YA-FAR التابعة لشركة الخطوط الجوية الأفغانية أريانا في هورلي سري أثناء اقترابها من مطار جاتويك مما أسفر عن مقتل 50 شخصًا من أصل 62 شخصًا كانوا على متنها بالإضافة إلى شخصين على الأرض.
- في 10 يونيو 1990 تعرضت طائرة الخطوط الجوية البريطانية الرحلة 5390 من طراز باك ون-إليفن لانخفاض ضغط هائل فوق ديدكوت - أوكسفوردشاير - إنجلترا عندما انفجر أحد ألواح الزجاج الأمامي. هبط مساعد الطيار بالطائرة بسلام في مطار ساوثهامبتون. نجا جميع من كانوا على متنها.
- في 21 ديسمبر 1994 تحطمت طائرة بوينج 737 التابعة للخطوط الجوية الجزائرية الرحلة 702 بيه أثناء اقترابها من مطار كوفنتري في إنجلترا، مما أسفر عن مقتل جميع الأشخاص الخمسة الذين كانوا على متنها.

## المياه الدولية
وقد وقعت الحوادث والوقائع التالية في المياه الدولية أي على مسافة تزيد عن 12 ميل بحري (22 كـم؛ 14 ميل) قبالة سواحل أي إقليم.

### خليج سانتا مونيكا
- 13 يناير 1969 - تحطمت طائرة دوغلاس دي سي-8 التابعة لشركة الخطوط الجوية الإسكندنافية الرحلة 933 في خليج سانتا مونيكا بسبب خطأ من جانب الطيار مما أسفر عن مقتل 15 من أصل 45 شخصًا كانوا على متنها.

### المحيط الأطلسي

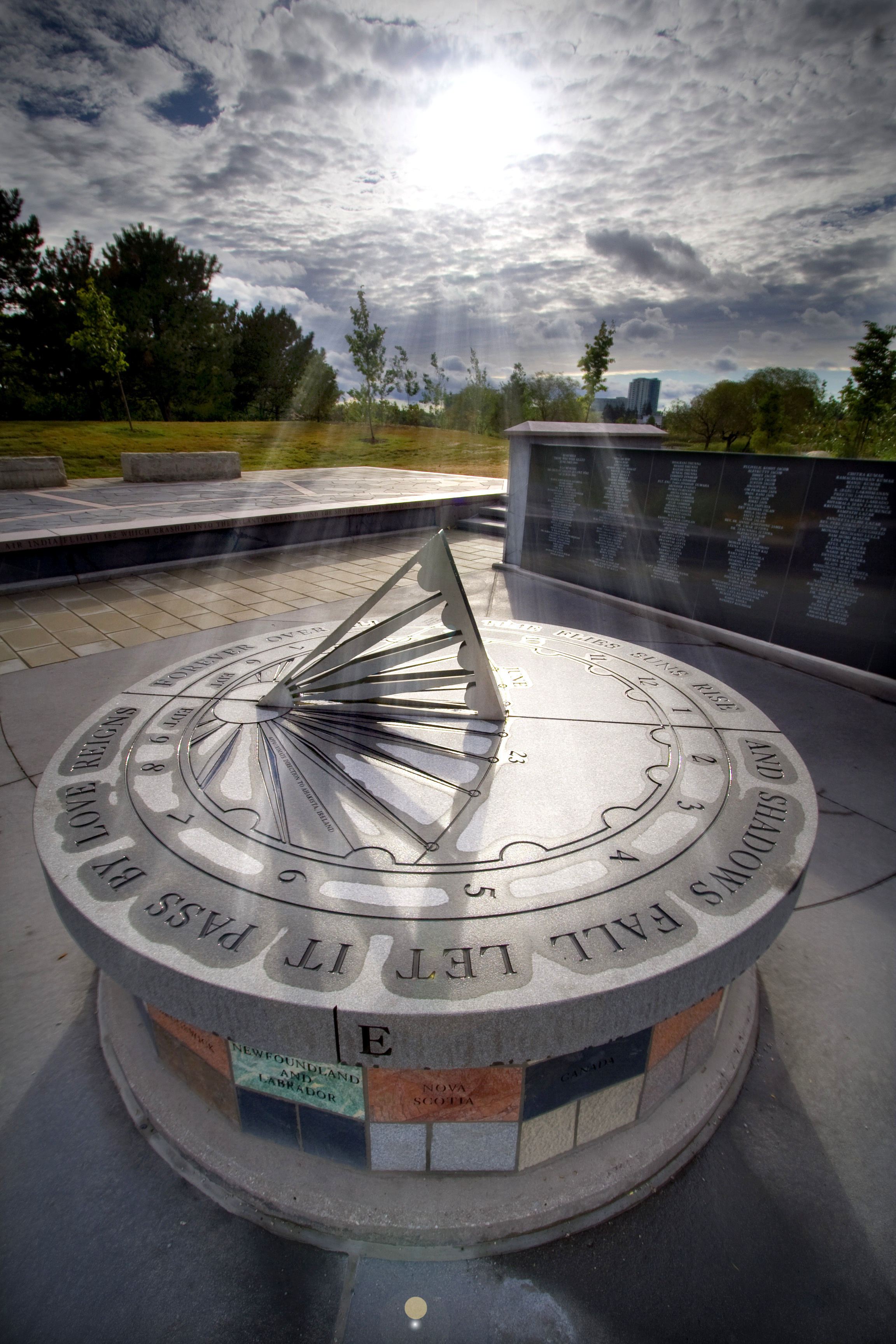
نصب تذكاري لضحايا إسقاط طائرة الخطوط الجوية الهندية الرحلة 182

- كانت رحلة الخطوط الجوية الهندية رقم 182 تُحلق فوق المحيط الأطلسي غرب أيرلندا عندما انفجرت قنبلة زرعها متطرف سيخي في عنبر الشحن. تفككت طائرة بوينج 747 وسقطت في المحيط الأطلسي مما أسفر عن مقتل جميع من كانوا على متنها في أخطر كارثة طيران في أيرلندا.
- رحلة الخطوط الجوية الأمريكية رقم 63 - محاولة تفجير فوق المحيط الأطلسي، وتم تقييد الإرهابي وتخديره.
- رحلة بيرجينير رقم 301 - تحطمت في البحر الكاريبي بالقرب من جمهورية الدومينيكان، قُتل جميع ركابها وطاقمها البالغ عددهم 189 شخصًا. ووجد المحققون وجود عش يحجب مؤشر السرعة مما تسبب في خطأ الطيار في قراءته.
- إسقاط طائرة الخطوط الجوية البريطانية الرحلة 777 بواسطة طائرات مقاتلة تابعة للقوات الجوية الألمانية في خليج بسكاي في 1 يونيو 1943. مات جميع من كانوا على متنها وعددهم 17 شخصًا بما في ذلك الممثل ليزلي هوارد.
- طائرة كوبانا الرحلة 455 - تعرضت للقصف ثم تحطمت قبالة الساحل الغربي لباربادوس.
- كارثة جوية في دومينيكانا دي سي-9 - تحطمت في البحر الكاريبي بعد وقت قصير من إقلاعها.

## أوقيانوسيا

### أستراليا
- تحطمت طائرة ANA Avro Ten في جبال سنوي نيو ساوث ويلز في 21 مارس 1931.
- تحطمت طائرة ANA Stinson بالقرب من الحدود بين كوينزلاند ونيوساوث ويلز في 19 فبراير 1937.
- تحطمت طائرة ANA DC-2 في جبل داندينونج فيكتوريا في 25 أكتوبر 1938.
- تحطمت طائرة ANA Stinson Tokana بالقرب من Redesdale فيكتوريا في 31 يناير 1945.
- تحطمت طائرة ANA DC-3 في شاطئ سيفين مايل تسمانيا في 10 مارس 1946.
- تحطمت طائرة ANA DC-3 في نيو ساوث ويلز في 2 سبتمبر 1948.
- تحطمت طائرة لوكهيد لودستار التابعة لشركة الخطوط الجوية في كوينزلاند في كولانجاتا كوينزلاند في 10 مارس 1949.
- تحطمت طائرة DC-3 Fitzroy التابعة لشركة MacRobertson Miller Aviation مباشرة بعد إقلاعها من بيرث في 2 يوليو 1949.
- تحطمت طائرة ANA DC-4 بعد إقلاعها من بيرث غرب أستراليا، في 26 يونيو 1950.
- تحطمت طائرة فوكر فريندشيب التابعة لشركة TAA في البحر أثناء استعدادها للهبوط في ماكاي كوينزلاند في 10 يونيو 1960.
- تحطمت طائرة أنسيت-آنا الرحلة 325 وهي طائرة فيكرز فيكونت في خليج بوتاني - نيو ساوث ويلز في 30 نوفمبر 1961.
- تحطمت طائرة فيكرز فيكونت الرحلة 149 التابعة لشركة أنسيت-آنا أثناء استعدادها للهبوط اضطرارياً في وينتون كوينزلاند في 22 سبتمبر 1966.
- تحطمت طائرة فيكرز فيكونت التابعة لشركة ماكروبرتسون ميلر للطيران الرحلة 1750 بالقرب من بورت هيدلاند غرب أستراليا في 31 ديسمبر 1968.
- تحطمت طائرة بيتش سوبر كينج إير بعد إقلاعها من مطار سيدني في 21 فبراير 1980.
- تحطمت طائرة بيتشكرافت بارون المسجلة VH-TLO أثناء اقترابها من المدرج ماونت ديان - بالمر ريفر أقصى شمال كوينزلاند في 2 فبراير 1987 مما أسفر عن مقتل 5 أشخاص ونجاة 3 آخرين.
- غادرت طائرة بيتش سوبر كينج إير بيرث وتحطمت في كوينزلاند في سبتمبر 2000 مما أدى إلى مقتل جميع الأشخاص الثمانية الذين كانوا على متنها.
- وقعت كارثة نهر لوكهارت الجوية في 7 مايو 2005 مما أدى إلى وفاة جميع ركاب طائرة فيرتشايلد مترولاينر وعددهم 15 شخصًا.
- وقعت حادثة تحطم طائرة B200 Super King في 21 فبراير 2017، عندما اصطدمت الطائرة بعد وقت قصير من إقلاعها بمجمع التسوق DFO إيسيندون بالقرب من مطار Essendon مما أسفر عن مقتل الطيار وجميع الركاب الأربعة.

## أمريكا الشمالية

### كندا
- 23 يوليو 1983 - رحلة الخطوط الجوية الكندية رقم 143 المعروفة باسم طائرة جيملي الشراعية. نفد وقود طائرة بوينج 767 فوق الدرع الكندي بسبب عطل في الصيانة واضطرت إلى الهبوط في قاعدة جوية سابقة في جيملي مانيتوبا.
- 22 مارس 1984 - اشتعلت النيران في طائرة الخطوط الجوية الغربية الباسيفيكية الرحلة 501 عند إقلاعها من مطار كالجاري الدولي بسبب عطل ميكانيكي. لم يُقتل أحد.
- 12 ديسمبر 1985 - تحطمت طائرة أرو إير الرحلة 1285 بعد إقلاعها بقليل بسبب الجليد. لقي جميع ركابها وعددهم 256 شخصًا حتفهم.
- في 10 مارس 1989 تحطمت طائرة الخطوط الجوية أونتاريو الرحلة 1363 بعد إقلاعها بقليل بسبب الجليد. قُتل 24 شخصًا من أصل 65 شخصًا كانوا على متنها.

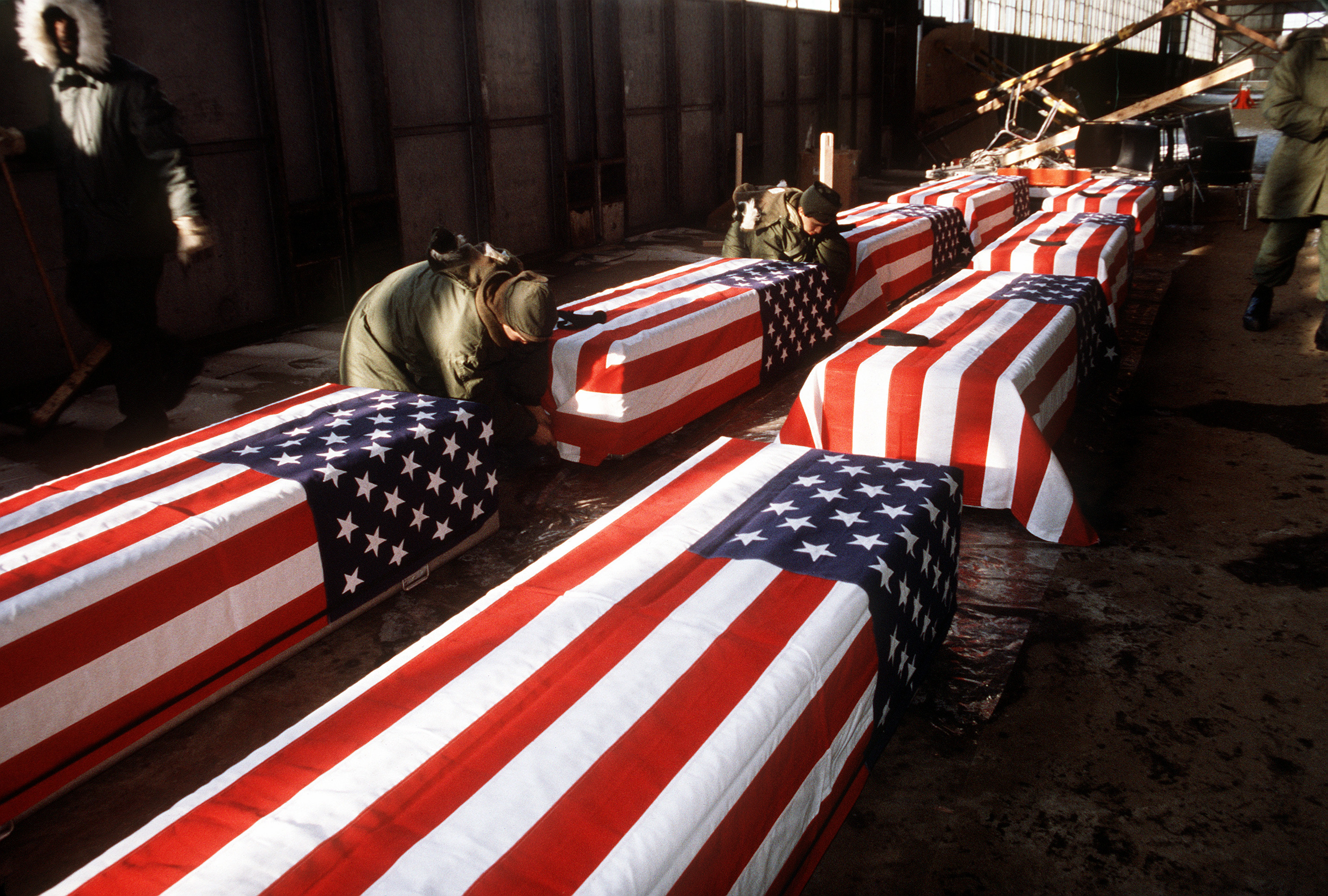
ضحايا رحلة أرو الجوية رقم 1285

- 16 ديسمبر 1997 - انزلقت طائرة الخطوط الجوية الكندية الرحلة 646 عن المدرج واصطدمت بشجرة أثناء محاولتها الهبوط في مطار فريدريكتون الدولي في فريدريكتون - نيو برونزويك. أصيب 35 من أصل 42 راكبًا وطاقمًا.[1]

### الولايات المتحدة
- تحطمت طائرة الخطوط الجوية الأمريكية الرحلة 157 أثناء محاولتها الهبوط في مطار لوف فيلد في دالاس بولاية تكساس بعد أن فقد الطيار السيطرة عندما تعطل أحد المحركات في 29 نوفمبر 1949. ولقي ستة وعشرون راكبًا واثنان من المضيفين حتفهم.
- تحطمت طائرة الرحلة 933 التابعة لشركة الخطوط الجوية الإسكندنافية في خليج سانتا مونيكا على بعد حوالي 6 ميل بحري (11 كـم) غرب مطار لوس أنجلوس الدولي في 13 يناير 1969.[2]
- تعرضت طائرة ماكدونيل دوغلاس دي سي-10 التابعة لشركة الخطوط الجوية الأمريكية الرحلة 96 إلى انخفاض ضغط هائل عندما فشل أحد أبواب الشحن في منتصف الرحلة في 12 يونيو 1972. وقام الطاقم بهبوط اضطراري في مطار ديترويت مترو بولاية ميشيغان حيث أجلي جميع من كانوا على متنها وعددهم 67 شخصًا بأمان.
- هبطت طائرة الرحلة 242 التابعة لشركة الخطوط الجوية الجنوبية اضطرارياً على طريق سريع في نيو هوب - مقاطعة بولينج - جورجيا بعد تعرضها لأضرار ناجمة عن البرد وفقدان الدفع في كلا المحركين في عاصفة رعدية شديدة في 4 أبريل 1977. وفي المجمل قُتل 63 من أصل 85 راكباً وطاقماً كانوا على متن الطائرة بالإضافة إلى 9 آخرين على الأرض.[3]
- تحطمت طائرة ماكدونيل دوغلاس دي سي-10 التابعة لشركة الخطوط الجوية الإسكندنافية الرحلة 901 في خندق بعد تجاوز المدرج في مطار جون إف كينيدي في نيويورك بسبب خطأ من جانب الطيار في 28 فبراير 1984. وقد نجا جميع الركاب وأفراد الطاقم البالغ عددهم 177 شخصًا من الحادث.
- في الأول من يونيو عام 1999 تجاوزت طائرة الخطوط الجوية الأمريكية رقم 1420 المدرج أثناء محاولتها الهبوط في مطار ليتل روك الوطني. قرر الطيارون الهبوط مع الرياح العاتية وقص الرياح الذي تجاوز حدود السلامة للطائرة وفي اندفاعهم نحو الهبوط ارتكبوا عددًا من الأخطاء الجسيمة التي أدت إلى تحطم الطائرة. لقي قائد الطائرة وعشرة ركاب حتفهم عند الاصطدام.[4]

## أمريكا الجنوبية
| محتويات   | محتويات | محتويات  | محتويات  | محتويات   |
| --------- | ------- | -------- | -------- | --------- |
| الأرجنتين | بوليفيا | البرازيل | كولومبيا | الإكوادور |
| غيانا     | بيرو    | سورينام  | أوروغواي | فنزويلا   |
|           |         |          |          |           |

### الأرجنتين
- رحلة الخطوط الجوية الأرجنتينية رقم 644 - بعد نصف ساعة من إقلاعها دخلت الطائرة في اضطراب جوي شديد. ثم تحطمت قرب باردو - بوينس آيرس مما أسفر عن مقتل جميع من كانوا على متنها.
- رحلة الخطوط الجوية الأرجنتينية رقم 707 - تعرضت الطائرة المسماة "سيوداد دي باهيا بلانكا" لمطبات هوائية شديدة أثناء رحلتها الثالثة بين مطار كامبا بونتا ومطار جزر مالفيناس الدولي. فقد الطياران السيطرة على الطائرة وسقطت على الأرض مما أسفر عن مقتل جميع من كانوا على متنها.
- رحلة رقم 46 لشركة طيران أوسترال لينياس إيرياس - اصطدمت طائرة ماكدونيل دوغلاس إم دي-81 بشجرة أوكالبتوس وتحطمت لمدة 3 كم عن المدرج أثناء اقترابه من مطار ليبيرتادور جنرال خوسيه دي سان مارتن في 12 يونيو 1988 مما أسفر عن مقتل 22 شخصًا كانوا على متنها.
- رحلة الخطوط الجوية الأسترالية رقم 901 - سُمح لطائرة الرحلة رقم 901 بالهبوط في مطار خورخي نيوبيري في بوينس آيرس عندما فقدت السيطرة فجأةً وتحطمت في النهر مما أدى إلى مقتل جميع ركابها. وألقى التحقيق باللوم على الطيارين لتقصيرهم في تقدير شدة العاصفة.
- رحلة لابا رقم 3142 – تحطمت في مطار خورخي نيوبيري في بوينس آيرس.
- رحلة Sol Líneas Aéreas رقم 5428 – تحطمت في براهوانييو - ريو نيغرو.

## روابط خارجية
- مكتب تسجيل حوادث الطائرات
- اير سيف
- شبكة سلامة الطيران
- بي بي سي نيوز
- سي إن إن الدولية
- إدارة الطيران الفيدرالية